# Северный (Адыгея)
Се́верный (адыг. Темыр) — посёлок в Республике Адыгея. Входит в состав муниципального образования городской округ «город Майкоп».

## География
Посёлок расположен в восточной части городского округа Майкоп, у истоков реки Псенафа. Находится напротив северной окраины города Майкоп, у выезда через Келермесское шоссе. 
Площадь территории населённого пункта составляет — 4,51 км2. 
Ближайшие населённые пункты: Советский на северо-западе, Калинин и Гражданский на северо-востоке, Дьяков на востоке, Северо-Восточные Сады на юго-востоке, Майкоп на юге и Западный на юго-западе. 
Населённый пункт расположен на Закубанской наклонной равнине, у подножья Лесистого хребта, в предгорной зоне республики. Средние высоты на территории посёлка составляют 225 метров над уровнем моря. Рельеф местности представляет собой в основном волнистые равнины с общим уклоном с юго-запада на северо-восток, с холмистыми и курганными возвышенностями. 
Гидрографическая сеть в основном представлена рекой Псенафа и Псенафским каналом, а также запрудами расположенными вдоль их русел. 
Климат на территории хутора влажный умеренный (Dfa). Среднегодовая температура воздуха положительная и составляет около +11,5°С. Среднемесячная температура воздуха в июле достигает +23,0°С. Среднемесячная температура января составляет около 0°С. Среднегодовое количество осадков составляет около 750 мм. Основная часть осадков выпадает в период с мая по июль. 

## История
Посёлок был основан 23 декабря 1958 года по инициативе Адыгейского облисполкома, установлением Краснодарского крайисполкома. 
20 февраля 1986 года в составе Западного сельсовета, посёлок был передан из Майкопского района в ведение Майкопского городского совета. 
18 августа 1992 года с упразднением Западного сельсовета, посёлок Северный был передан в прямое подчинение Майкопской городской администрации. 
С 2000 года в составе Майкопского республиканского городского округа, наделённого статусом муниципального образования в 2005 году. 

## Население
| 2002  | 2010  | 2013  | 2014  | 2015  | 2016  | 2017  |
| ----- | ----- | ----- | ----- | ----- | ----- | ----- |
| 1045  | ↗1285 | ↗1294 | ↘1279 | ↗1291 | ↘1283 | ↘1265 |
| 2018  | 2019  | 2020  | 2021  | 2023  | 2024  |       |
| ↗1271 | ↘1268 | ↘1246 | ↗1470 | ↗1476 | ↗1478 |       |

Плотность — 327.72 чел./км2.
Национальный состав
По данным Всероссийской переписи населения 2010 года:
| Народ               | Численность, чел. | Доля от всего населения, % |
| ------------------- | ----------------- | -------------------------- |
| русские             | 1 037             | 80,70 %                    |
| адыги               | 98                | 7,63 %                     |
| армяне              | 65                | 5,06 %                     |
| украинцы            | 21                | 1,63 %                     |
| белорусы            | 16                | 1,25 %                     |
| другие / не указано | 48                | 3,74 %                     |
| всего               | 1 285             | 100,0 %                    |

Мужчины — 600 чел. (46,7 %). Женщины — 685 чел. (53,3 %).
По данным всероссийской переписи населения 2021 года:
| Народ               | Численность, чел. | Доля от всего населения, % |
| ------------------- | ----------------- | -------------------------- |
| русские             | 1 097             | 74,62 %                    |
| адыги (черкесы)     | 143               | 9,72 %                     |
| армяне              | 77                | 5,23 %                     |
| украинцы            | 16                | 1,08 %                     |
| цыгане              | 16                | 1,08 %                     |
| другие / не указано | 121               | 8,23 %                     |
| всего               | 1 470             | 100,0 %                    |

## Местное самоуправление
Посёлок Северный входит в ТОС (территориальное общественное самоуправление) №15 городского округа Майкоп. 
Местное самоуправление является территориальным исполнительным органом местной администрации (ТИОМА) городского округа Майкоп и осуществляет исполнительно-распорядительные функции на территории посёлка Северный.
Администрация ТОС №15 — городской округ Майкоп, посёлок Северный, ул. Школьная, № 12.
- Председатель местного самоуправления — Пурисова Татьяна Ивановна.
- Администратор местного самоуправления — Кобернюк Александр Петрович.

## Инфраструктура
- Основная школа № 27
- Фельдшерско-акушерский пункт
- Сельский дом культуры «Северный»

## Экономика
- Совхоз «Майский № 10»;
- Молочно-товарная ферма;
- Тепличное хозяйство.

## Улицы
Уличная сеть посёлка состоит из 41 улицы и 10 переулков, большая часть которых ныне активно застраивается. 